# Alvin Drew
Benjamin Alvin Drew, född 5 november 1962 i Washington, D.C., är en amerikansk astronaut, uttagen i NASAs astronautgrupp 18 2000.

## Rymdfärder
- Endeavour - STS-118
- Discovery - STS-133